# 惠勒嶺 (加利福尼亞州)
惠勒嶺（英語：Wheeler Ridge）是位於美國加利福尼亞州克恩縣的一個非建制地區。該地的面積和人口皆未知。

## 地理
惠勒嶺的座標為35°00′16″N 118°56′58″W / 35.00444°N 118.94944°W，而該地的平均海拔高度為251米（即955英尺）。